# Rainer Müller-Brandes
Rainer Müller-Brandes (geboren 2. Juni 1968 in Lüneburg) ist ein deutscher Theologe. Er leitet als Stadtsuperintendent den Kirchenkreis Hannover.

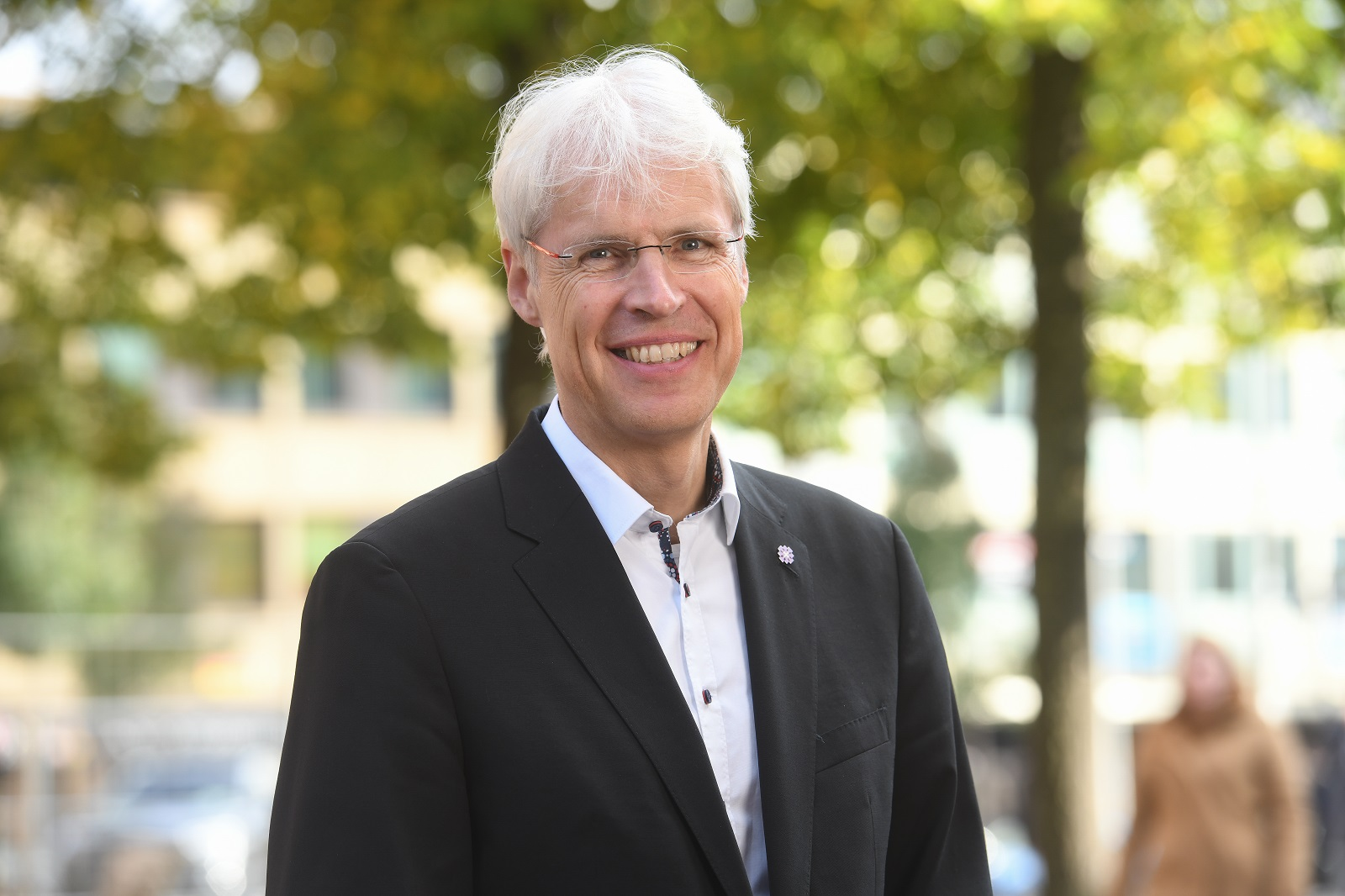
Rainer Müller-Brandes

## Leben
Rainer Müller-Brandes legte sein Abitur am Matthias-Claudius-Gymnasium in Gehrden ab. Anschließend studierte er Theologie an der Kirchlichen Hochschule Bethel, der Philipps-Universität Marburg und der Westfälischen Wilhelms-Universität Münster. Im Jahr 1997 wurde er in Steyerberg bei Nienburg an der Weser zum Pastor ordiniert. Anschließend wirkte er fünf Jahre als Referent im Diakoniedezernat des Landeskirchenamtes Hannover. Zwischen 2004 und 2012 war Müller-Brandes in Burgdorf Gemeindepastor der St.-Pankratius-Kirchengemeinde. Parallel dazu arbeitete er von 2008 bis 2012 als Diakoniepastor im Diakonieverband Hannover-Land und übernahm für diesen auch den Vorstandsvorsitz. Ab 2012 war er Diakoniepastor und Geschäftsführer des Diakonischen Werkes Hannover. Seit 2015 betätigte er sich zudem als Geschäftsführer der Diakoniestationen in Hannover. 2020 beendete er diese beruflichen Tätigkeiten.
Im Oktober 2020 trat Müller-Brandes als Nachfolger von Hans-Martin Heinemann seine Stelle als Stadtsuperintendent von Hannover an. Damit ist er als Hauptverantwortlicher für den Kirchenkreis Hannover zuständig. Dieser umfasst 59 Kirchengemeinden in Hannover, Garbsen und Seelze. In diesem Amt stehen ihm für Leitungsaufgaben zwei weitere Superintendenten und eine Superintendentin zur Seite. In seiner Funktion als Stadtsuperintendent hat Müller-Brandes auch die erste Pfarrstelle an der Marktkirche von Hannover inne.
Gemeinsam mit Heike Schmidt und Matthias Brodowy ist Müller-Brandes Herausgeber des Straßenmagazins Asphalt.
Rainer Müller-Brandes ist verheiratet und hat drei Kinder.

## Schriften
- mit Eva-Maria Zabbée: Wenn Wege sich trennen. Ein Gottesdienst zum Thema Trennung und Scheidung. In: Arbeitsstelle Gottesdienst. Zeitschrift der Gemeinsamen Arbeitsstelle für Gottesdienstliche Fragen der Evangelischen Kirche in Deutschland. Herausgegeben von der gemeinsamen Arbeitsstelle für Gottesdienstliche Fragen der Evangelischen Kirche in Deutschland, Bd. 17 (2003), Heft 1, ISSN 1619-4047, S. 83–88
- Lust nach Gott zu fragen. Predigten und Texte zu diakonischen Themen. Fromm Verlag, Saarbrücken 2018, ISBN 978-620-2-44262-6.
- mit Matthias Brodowy, Margot Käßmann (Hrsg.): 25 Jahre das Herz der Straße (= Asphalt 25 Jahre). Asphalt gemeinnützige Verlags- und Vertriebsgesellschaft mbH, Hannover [2019].
- mit anderen (Red.): Gemeinsam. Dokumentation der Arbeit von 1990 bis 2000. 10 Jahre Hilfe für Tschernobyl-Kinder in der Ev.-luth. Landeskirche Hannovers. Herausgegeben vom Landeskirchenamt der Ev.-luth. Landeskirche Hannovers in Zusammenarbeit mit der Arbeitsgemeinschaft Hilfe für Tschernobyl-Kinder in der Ev.-luth. Landeskirche Hannovers. Hannover 2000.